# Chang Heng (cráter)

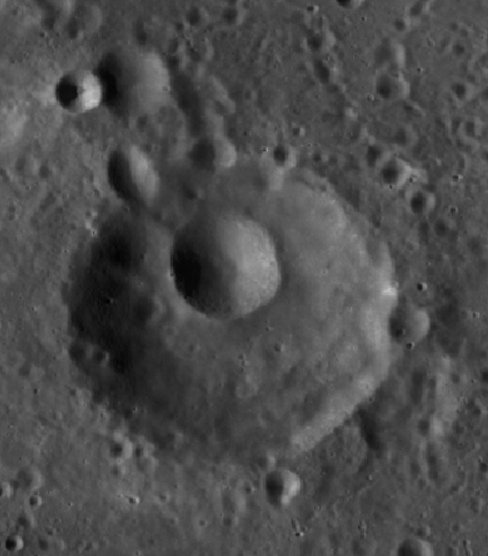
Fotografía de la misión
Lunar Reconnaissance Orbiter

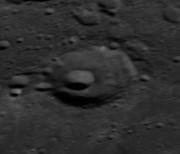
Fotografía de la misión Apolo 14

Chang Heng es un cráter de impacto localizado en la cara oculta de la Luna, a menos de un diámetro al noreste de la llanura del cráter amurallado Fleming.
El borde de este cráter está algo erosionado, con un par de pequeños cráteres a lo largo del borde norte y otros impactos de tamaño reducido ubicados a lo largo de los bordes sur y este. El suelo interior contiene un pequeño cráter bastante centrado, que abarca aproximadamente un tercio del diámetro de Chang Heng.
|  |

## Cráteres satélite
Por convención estos elementos son identificados en los mapas lunares poniendo la letra en el lado del punto medio del cráter que está más cerca de Chang Heng.
|            | \| Chang Heng \| Coordenadas \| Diámetro \| \| ---------- \| ------------------------------ \| -------- \| \| C \| 20°24′N 114°00′E / 20.4, 114.0 \| 25 km \| |          |
| Chang Heng | Coordenadas | Diámetro |
| C          | 20°24′N 114°00′E / 20.4, 114.0 | 25 km    |